# Wietzendorf

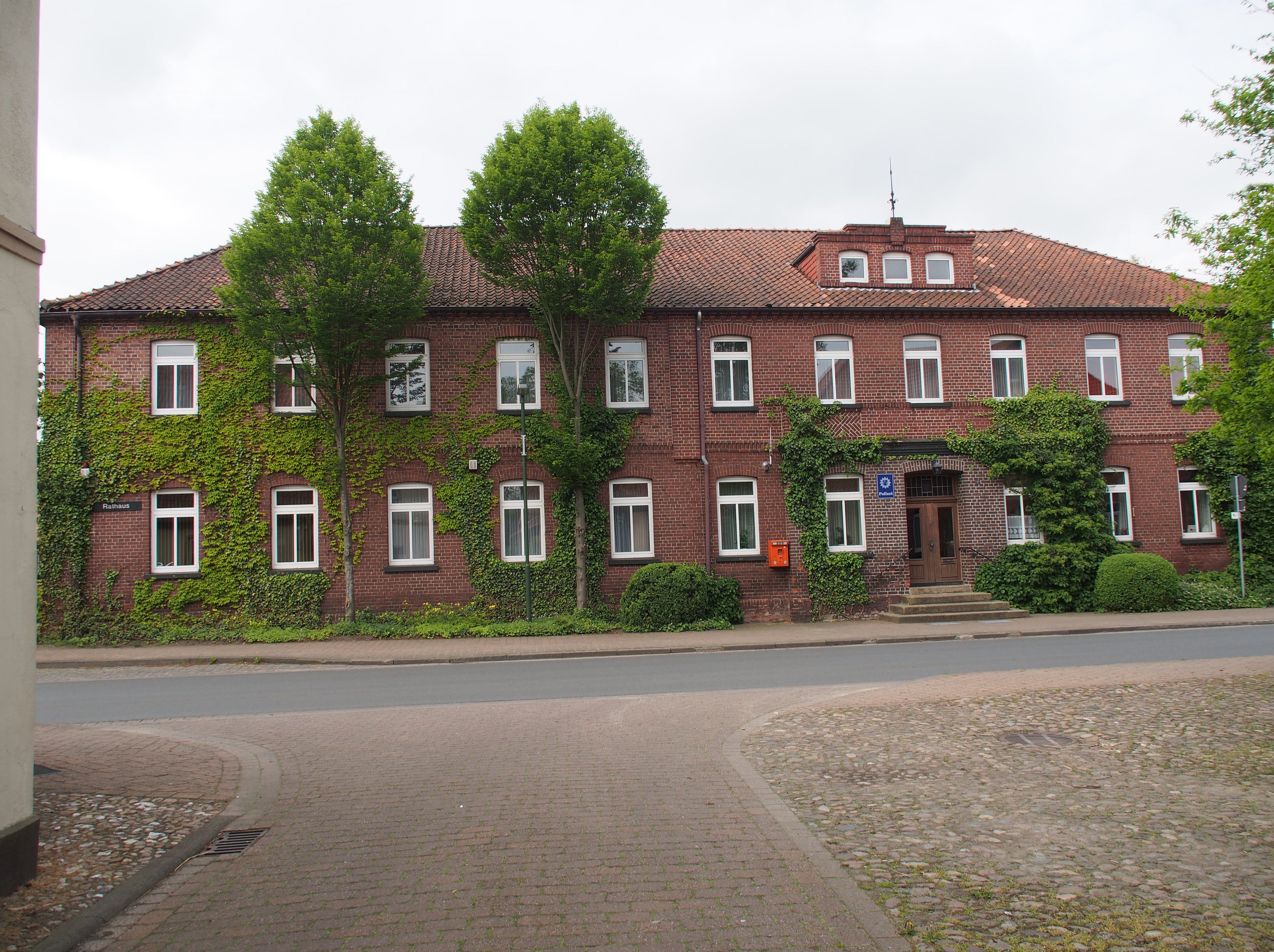
Das Rathaus

Wietzendorf ist eine Gemeinde und staatlich anerkannter Erholungsort in der Lüneburger Heide und gehört zum Heidekreis im Land Niedersachsen.

## Geographie
Wietzendorf liegt in der Mitte des „Städte-Dreiecks“ Hamburg, Hannover, Bremen an der Bundesautobahn 7 auf Höhe der Anschlussstellen Soltau-Süd und Soltau-Ost. Direkt an der Autobahnanschlussstelle Soltau-Süd befindet sich das gemeindeeigene Industriegebiet Lührsbockel. Die Gemeinde Wietzendorf befindet sich in der Nähe der Städte Soltau, Munster und Bergen.

### Gemeindegliederung
Neben dem Kernort besteht die Gemeinde Wietzendorf aus den Ortsteilen Bockel, Marbostel, Meinholz, Reddingen und Suroide.

### Nachbargemeinden
| Soltau 14 km     | Bispingen 19 km                             | Munster (Örtze) 18 km |
| Verden 61 km     | Kompassrose, die auf Nachbargemeinden zeigt | Faßberg 16 km         |
| Osterheide 21 km | Bergen 14 km                                | Südheide 17 km        |

### Naturschutzgebiete
Auf dem Gemeindegebiet liegen diese Naturschutzgebiete:
- Großes Moor bei Becklingen (850 ha, davon 184 ha im Landkreis Heidekreis)
- Lührsbockeler Moor (187 ha)
- Wietzendorfer Moor (210 ha)
- Wittenmoor (28 ha)

## Geschichte

### Mittelalter
Erste urkundliche Erwähnung fand Wietzendorf 1053 in der Gründungsurkunde des Klosters Gozeka. Die Wietzendorfer Kirche wurde 1231 von der Bergener getrennt und damit selbständig. Der Ort wurde 1255 mit der Bezeichnung „Wicenthorpe“ als Kirchdorf in der Amts-Vogtey Bergen urkundlich festgehalten. Wietzendorf ist das Stammhaus und Namensgeber des Adelsgeschlechts von Witzendorff, das mit Johannes de Wizendorpe 1290 erstmals urkundlich erschien. Das Familienwappen der Witzendorffs wird seit 1937 als Ortswappen von Wietzendorf geführt.

### Frühe Neuzeit
Als erster Pfarrer fand Arnoldus 1417 namentliche Erwähnung. Die Wietzendorfer kauften 1435 von den Herzögen Otto und Friedrich von Lüneburg und Braunschweig für 50 Lübische Mark den Wietzenbruch. 1530 erfolgte die Reformation in Wietzendorf. Das Lehnsregister der Höfe stellte 1563 fest, dass 29 Hofstellen vorhanden waren (2 adelige Güter, 9 Vollhöfe, 1 Halbhof, 17 Kötnerhöfe). Die heute älteste Kirchenglocke von 1564 trägt die Inschrift: „Zu der Zeit, do Carsten Sieverden, Heinrich zu Redingh, Michel zum Broke Kerksworen waren, anno 1564, gos mich Valtein Brom zu Witzendorp.“ Auf Anregung des Abtes vom Kloster St. Michaelis, Lüneburg, erfolgte 1590 die Einrichtung einer Schule im Ort, der Bau eines Schulhauses folgte 1605. Im Dreißigjährigen Krieg suchten Truppen Wietzendorf dreimal heim. Zunächst drangen 30 Reiter des berüchtigten Marodeurs und Kirchenräubers Leo Freidach 1626 im Ort ein, drangen in die Kirche ein und plünderten die Kirche sowie anschließend das Schulhaus und das Pfarrhaus. Danach quartierten sich 1635 schwedische Regimenter ein. Kaiser Ferdinand III. „confirmieret“ 1639 den Adel derer von Wietzendorf neu und bestätigte ihr altes Wappen, das heute auch das Wappen der Gemeinde ist. Schließlich brandschatzten 1641 Schweden unter dem Befehl von Generalfeldmarschall Torstensson in Wietzendorf und Reiningen.
Die Einrichtung einer ersten Poststelle erfolgte 1675 im heutigen Gasthaus Hartmann. Im Jahr 1686 begann im Ort die Führung von Kirchenbüchern. Der russische Zar Peter der Große kam 1713 mit seinem Gefolge durch Wietzendorf und ließ hier die Pferde wechseln. Der Holzkirchturm, der heute noch steht, wurde 1746 errichtet. An einer Pockenepidemie starben 1758 fast 100 Menschen. Die tabellarische Beschreibung der Amts-Vogtey Bergen sah 1770 für Wietzendorf 13 herrschaftliche und 14 gutsherrliche Höfe vor. Es wohnten in dem Ort 268 Personen. 27 Wohnhäuser und 69 Nebengebäude waren vorhanden, außerdem an Vieh 54 Ochsen, 108 Kühe, 52 Rinder, 55 Hengste, 497 Schafe, 32 Schweine und 77 Bienenvölker.
Im Jahr 1805 mussten rund 1500 russische Soldaten einquartiert werden. Wietzendorf fiel 1810 an das Königreich Westphalen, das von Jérôme Bonaparte, einem Bruder Kaiser Napoleons, von Kassel aus regiert wurde. 1824 erfolgte der Bau des Pfarrhauses. Der Ort kam 1859 vom Amt Bergen zum Amt Soltau und 1885 in den neu gegründeten Kreis Soltau. Zu dieser Zeit wurde an der Kampstraße ein neues Wietzendorfer Schulgebäude, die Präzeptorschule, errichtet und durch Spezialteilung (Verkoppelung) kam das Gelände der Gemarkung in den Privatbesitz der Bauern. Laut Einwohnerverzeichnis gab es 766 Einwohner im Jahr 1867. Die Friedenseiche, die auch heute noch vor der Kirche steht, wurde 1871 nach dem Friedensschluss von Versailles gepflanzt. 1873 wurde das Sägewerk errichtet. Nach dem Abbruch der alten Kirche 1874 kam es zum Aufbau des neuen Kirchengebäudes von St. Jakobi. Zur Errichtung einer holländischen Windmühle, deren Rumpfgebäude heute noch steht, kam es 1879. Im Jahr 1890 erfolgte die feierliche Einweihung des neuen Schulgebäudes im Beekgarten. Die preußische Militärverwaltung kaufte 1891 zur Anlegung des Truppenübungsplatzes Munster Süd 423 ha Heide.
Wietzendorf bekam 1910 durch den Bau der Osthannoverschen Eisenbahnen (OHE) einen Bahnhof und wurde an die Bahnstrecke Celle–Soltau und somit dem größeren Verkehrsnetz angeschlossen. Der Betrieb der Postkutsche erlosch.

### Zeit des Nationalsozialismus

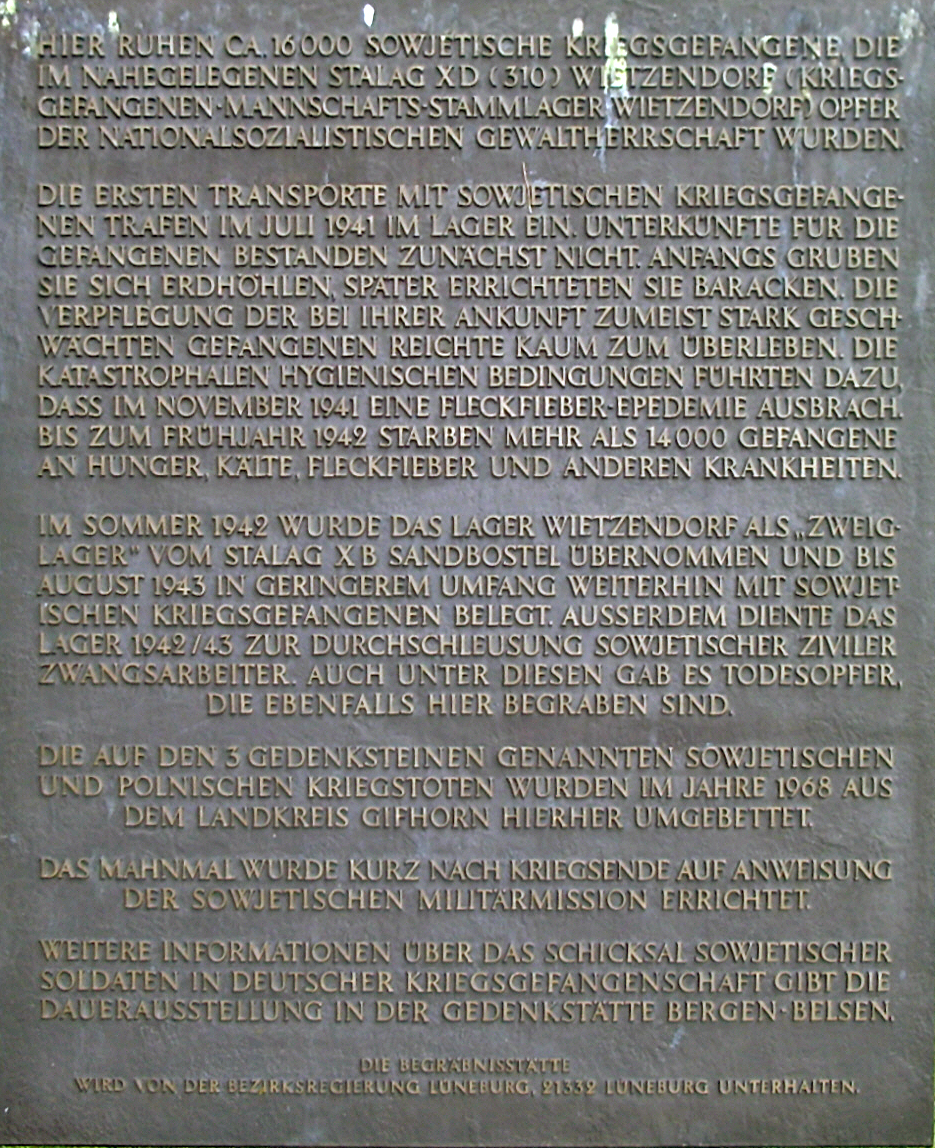
Gedenktafel der Geschichte des Stalag X D (310)

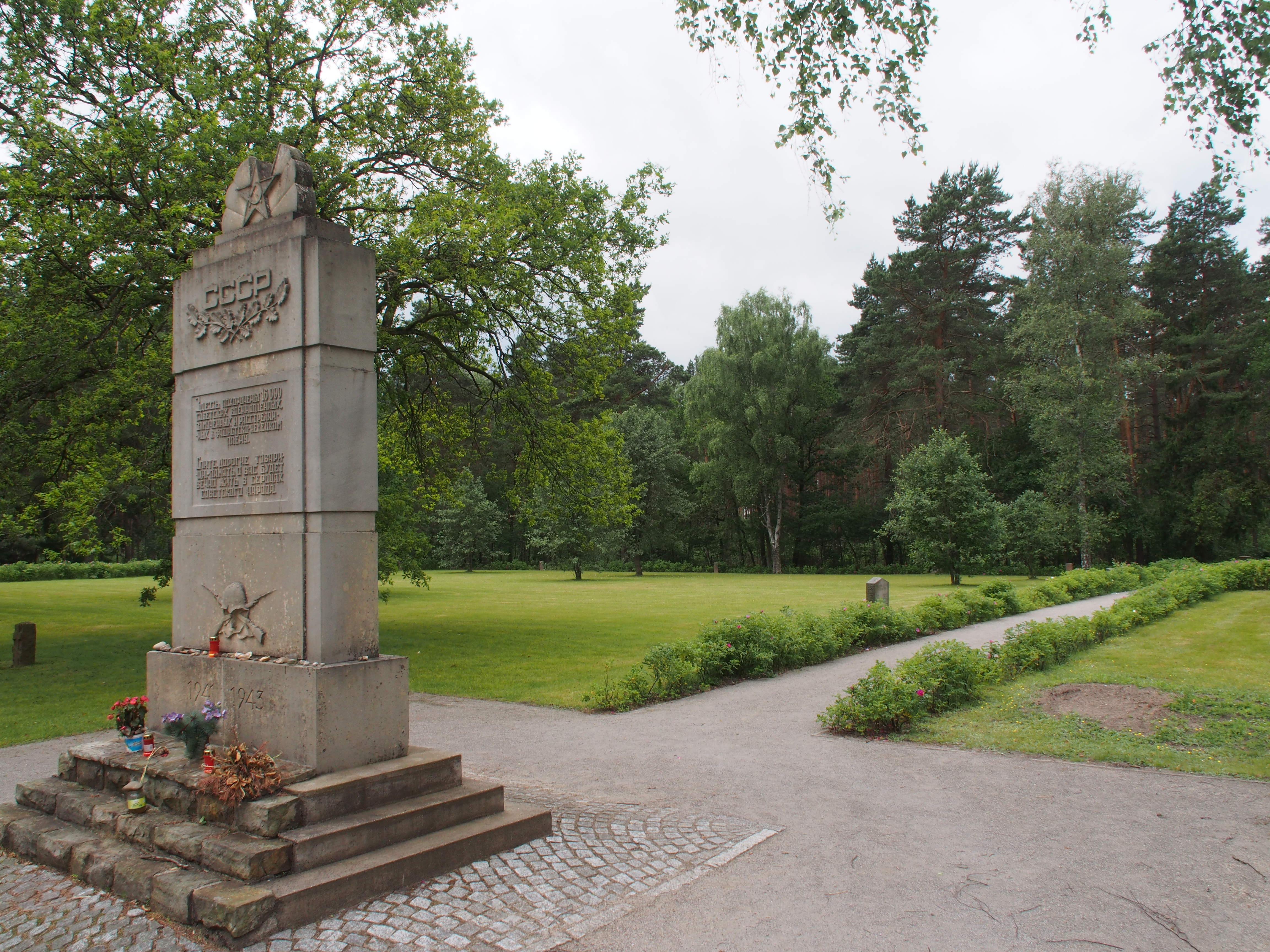
Sowjetischer Kriegsgefangenenfriedhof mit Mahnmal an die mehr als 16.000 Rotarmisten, die im Stalag X D (310) starben

Im Juli 1941 richtete die Wehrmacht am Rand des Truppenübungsplatzes Munster Süd in Wietzendorf das Kriegsgefangenenlager Stalag X D (310) als sogenanntes „Russenlager“ für ausschließlich sowjetische Kriegsgefangene im damaligen Wehrkreis X ein, allerdings zunächst ohne Unterkünfte oder andere Lagerinfrastruktur bereitzustellen. Zehntausende sowjetische Kriegsgefangene des Zweiten Weltkrieges „hausten“ hier in Erdlöchern und anderen primitivsten Behelfsunterkünften. Insgesamt kamen in diesem Lager mehr als 16.000 Rotarmisten durch Hunger, Kälte, Misshandlungen und Krankheiten ums Leben.
Die Errichtung eines Mahnmales 1945 auf dem sowjetischen Kriegsgefangenenfriedhof bei Meinholz würdigt die dort in Massengräbern ruhenden etwa 16.000 Kriegsgefangenen.

### Nachkriegszeit
Die Kultivierungen des Wietzendorfer Moores zwischen Wietzendorf und Bergen begann 1955, um landwirtschaftlich zu nutzende Wiesenflächen zu schaffen. Das Gebiet steht seit dem 16. Juli 1998 unter Naturschutz (NSG LÜ 245).
Die Einweihung des völlig umgestalteten Rathauses mit neuem Vorplatz und umgebautem Nebengebäude sowie Umgestaltung der Hauptstraße im Rahmen der Dorferneuerung erfolgte 1991. Der erste Bauabschnitt der Renaturierung von Aue und Wietze begann 1994 und konnte 1996 abgeschlossen werden. Die Ausweisung des Wasserschutzgebietes Wietzendorf geschah 1995. Alle Wietzendorfer Ortschaften wurden somit zentral mit Trinkwasser versorgt.
Im Bundeswettbewerb „Unsere Stadt blüht auf“ gewann Wietzendorf 2006 eine Bronzemedaille.
Das rd. 15 ha große Industriegebiet Lührsbockel an der Autobahnabfahrt Soltau-Süd wurde im Jahre 1996 ausgewiesen. Die Vorfinanzierung der Kosten belastete die Vermögenshaushalte der nächsten Jahre.
Mit der Stadt Lipiany in Polen, dem ehemaligen Lippehne in Ost-Brandenburg, wurden im Jahre 1998 freundschaftliche Kontakte aufgenommen.
2006 feierte die Schützengilde für das Kirchspiel Wietzendorf von 1606 e. V. unter großer Anteilnahme der Bevölkerung ihr 400-jähriges Jubiläum.
Die Außenstelle Wietzendorf der Oberschule Soltau startete 2013 in Klasse 5 mit 27 Schülern.
Die komplette Straßenbeleuchtung wurde 2014 auf LED umgestellt.
2015 startete die Ganztagsschule und die neue Mensa wurde eingeweiht.

## Politik

### Eingemeindungen
Im Rahmen der Verwaltungs- und Gebietsreform in Niedersachsen kam es am 1. März 1974 zur Bildung der neuen Gemeinde Wietzendorf aus den bisher selbständigen Gemeinden Wietzendorf, Bockel, Marbostel bei Wietzendorf, Meinholz, Reddingen und Suroide.

### Gemeinderat
Der Rat der Gemeinde Wietzendorf besteht aus 14 Ratsfrauen und Ratsherren. Dies ist die festgelegte Anzahl für eine Gemeinde mit einer Einwohnerzahl zwischen 3001 und 5000 Einwohnern. Die Ratsmitglieder werden durch eine Kommunalwahl für jeweils fünf Jahre gewählt. Neben den 14 in der Gemeinderatswahl gewählten Mitgliedern ist außerdem der hauptamtliche Bürgermeister im Rat stimmberechtigt.
Die Ratswahl am 12. September 2021 führte zu folgender Sitzverteilung:
| Liste | Stimmenanteil | Sitze |
| CDU   | 37,00 %       | 5     |
| UWW   | 41,56 %       | 6     |
| SPD   | 11,42 %       | 1     |
| FDP   | 4,76 %        | 1     |
| AfD   | 5,26 %        | 1     |

### Bürgermeister
Bürgermeister der Gemeinde Wietzendorf ist seit dem 1. November 2019 Jörg Peters. 2019 wurde er mit 63,28 % der gültigen Stimmen bei einer Wahlbeteiligung von 58,63 % in einer Stichwahl gewählt.

### Wappen
| Wappen von Wietzendorf | Blasonierung: „In Silber (Weiß) über grünem Dreiberg zwei gekreuzte schwarze Harken.“ |
| Wappen von Wietzendorf | Wappenbegründung: Das 1937 vom Oberpräsidenten der preußischen Provinz Hannover verliehene Wappen ist abgeleitet vom Wappen der Herren von Wietzendorf, welche bei Lüneburg beheimatet waren. |

### Flagge

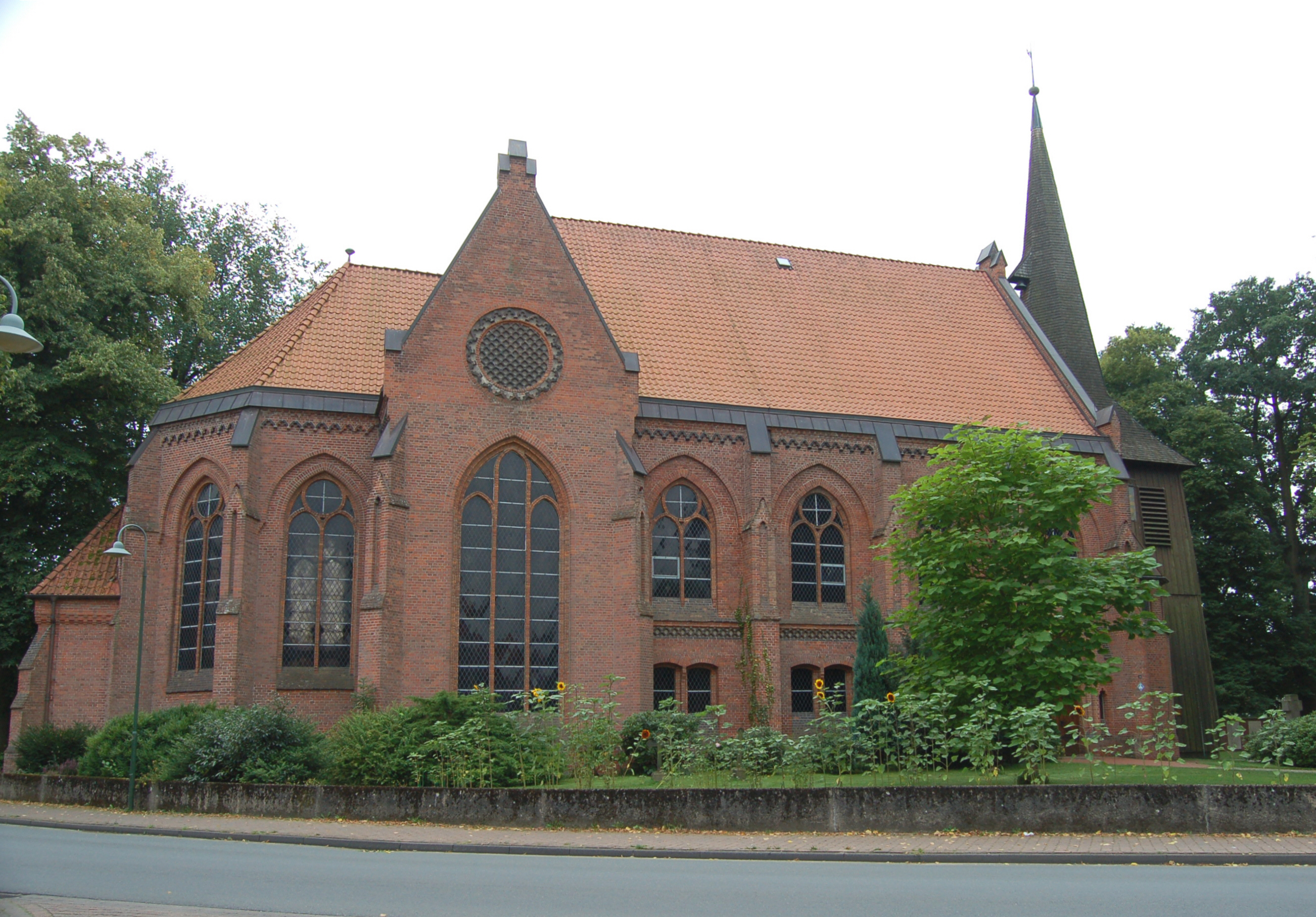
St.-Jakobi-Kirche

|  | 00Hissflagge: „Die Flagge ist grün-weiß quergestreift mit dem aufgelegten Wappen in der Mitte.“ |

## Religionen
Die St.-Jakobi-Kirche in der Hauptstraße (siehe Kultur und Sehenswürdigkeiten) gehört zur evangelisch-lutherischen Kirchengemeinde im Kirchenkreis Soltau.
Die Neuapostolische Kirche an der Straßenecke Über der Brücke / Am Sägenberg, ein schlichter Langhausbau mit Dachreiter, wurde zum 1. Mai 2011 geschlossen. Die Gemeindemitglieder gehören heute zur Kirche in Munster.
Die katholischen Einwohner gehören zur Pfarrgemeinde St. Maria vom heiligen Rosenkranz in Soltau.

## Kultur und Sehenswürdigkeiten

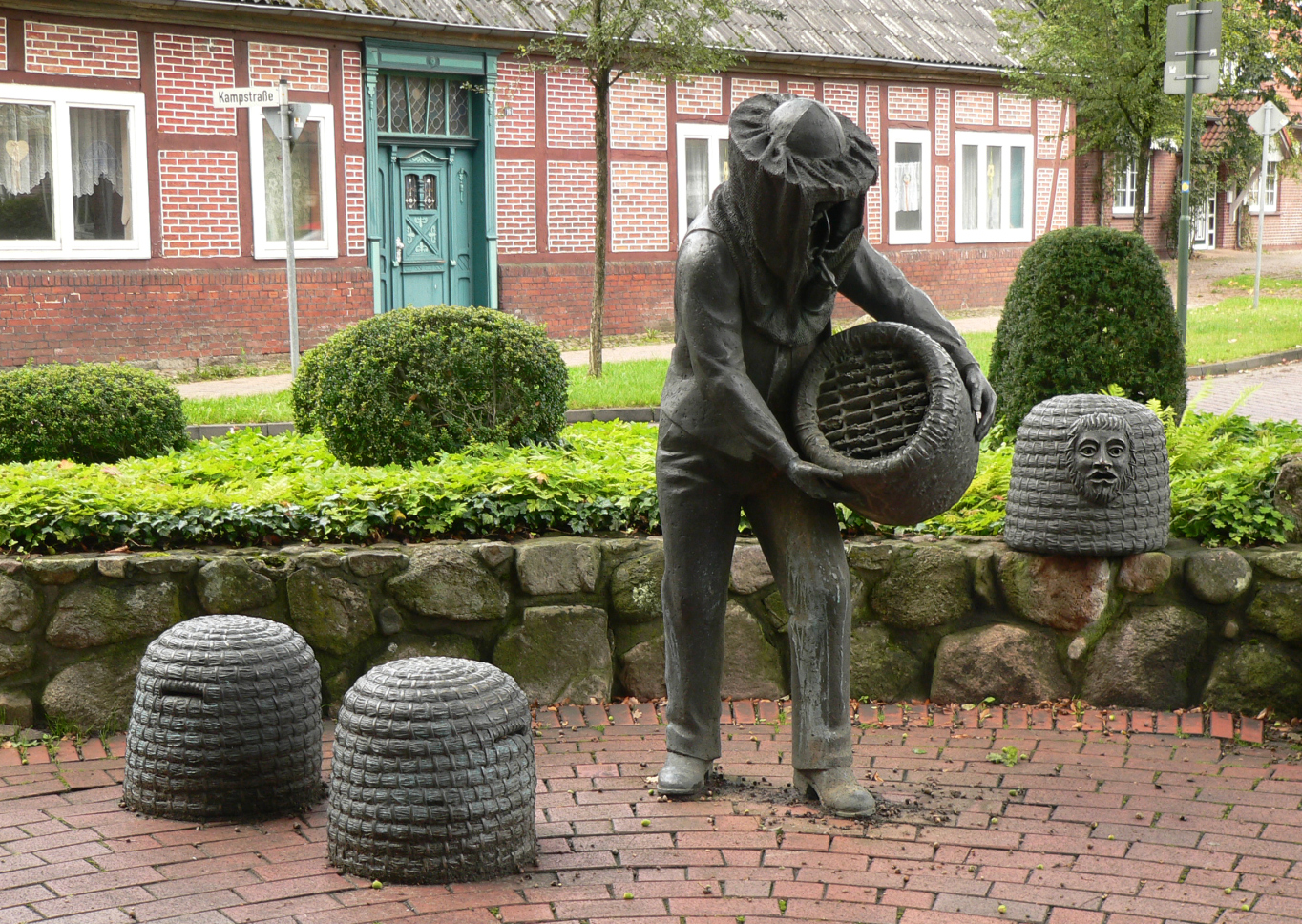
Imker-Denkmal mit Bienenkörben

- Bedeutendstes Bauwerk des Ortes ist die neugotische St.-Jakobi-Kirche, die 1876 vom namhaften Architekten Conrad Wilhelm Hase anstelle eines gotischen Vorgängerbaus errichtet wurde. Vom alten Bau blieb nur der hölzerne Glockenturm erhalten; er trägt Glocken aus den Jahren 1564, 1970 und 1972 sowie eine Glocke vom Beginn des 14. Jahrhunderts. Die heutige Kirche weist eine z. T. sehr qualitätvolle Ausstattung auf. Bemerkenswert ist hier ein gotisches Bronzetaufbecken (um 1370) sowie die spätnazarenische Gestaltung des Altarraums durch den Kirchenmaler Rudolf Schäfer (1956/57). Die monumentale Schäfer’sche Umgestaltung der Kirche steht zwar in Spannung zur maßvollen neogotischen Konzeption der Kirche, ist aber als Zeit- und Glaubenszeugnis interessant: In Wietzendorf war der Einfluss der lutherischen Erweckungsbewegung, die ab 1849 vom benachbarten Hermannsburg ausging, bis in die 1960er Jahre ungebrochen spürbar.
- Eines der lokalen Markenzeichen ist der Wietzendorfer Honig. Damit einher geht die Tradition des Wietzendorfer Honigfestes. Bei dem 1974 erstmals ausgerichteten Fest pilgern an den zwei Festtagen bis zu 12.000 Besucher durch den Ort. Es findet jedes Jahr am letzten Wochenende im September statt.

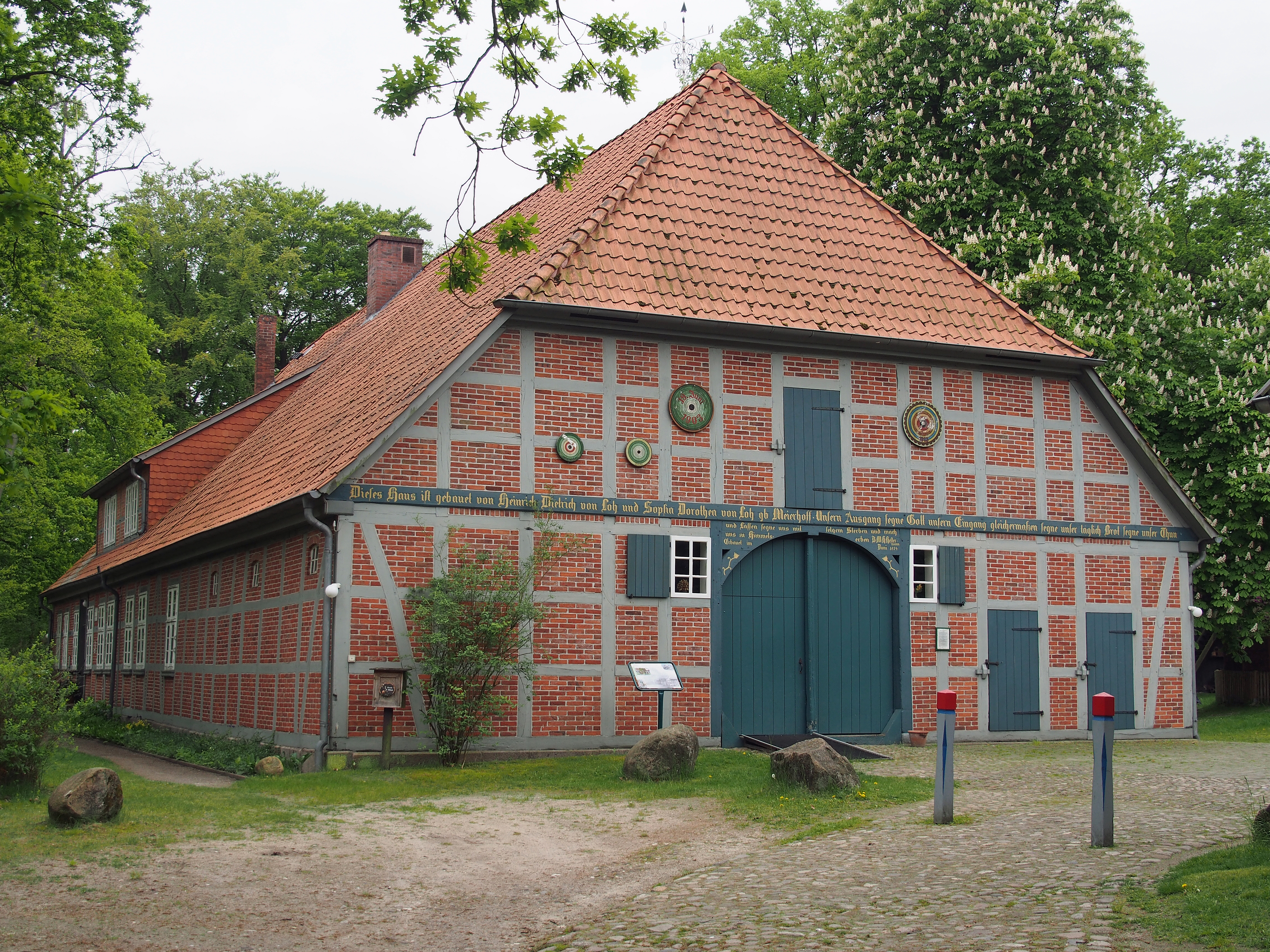
Heimatmuseum Peetshof

- Der Tourismus hat eine große Bedeutung. Im Jahre 1987 erwarb die Gemeinde Wietzendorf den Peetshof, einen alten Bauernhof, der typisch für die Lüneburger Heide steht. Das Haupthaus in Fachwerkbauweise stammt aus dem Jahre 1874. Von 1989 bis 1992 wurden die Gebäude, mit Schweinehaus, Speicher und Backhaus, sowie der Bauerngarten renoviert. Heute befindet sich hier ein Museum zur Orts- und Regionalgeschichte. Pächter und Träger des Hofes ist der Heimatverein Peetshof e. V.[7] Das Hofgelände wird auch für verschiedene Dorffeste genutzt.
- Weiter befindet sich im Norden von Wietzendorf unter anderem ein großer Campingplatz, das Südsee-Camp. Dieser ist seit dem Jahre 2000 stark gewachsen und prägt teilweise den Ort.

## Verkehr
Der Bahnhof Wietzendorf liegt an der Bahnstrecke Celle–Soltau. Regelmäßiger Personenverkehr findet nicht statt.

## Persönlichkeiten
- Anton Paul Ludwig Carstens (1713–1768), Pfarrer und Schriftsteller, wurde in Wietzendorf geboren